# Xenopus fischbergi
Espèce
Xenopus fischbergi est une espèce d'amphibiens de la famille des Pipidae.

## Répartition
Cette espèce se rencontre au Ghana, au Nigeria, au Cameroun, au Tchad et en République démocratique du Congo et en Ouganda.
Sa présence est incertaine en Côte d'Ivoire, au Mali, au Burkina Faso, au Niger, en Centrafrique et au Soudan du Sud.

## Étymologie
Cette espèce est nommée en l'honneur du biologiste Michail Fischberg.

## Publication originale
- Evans, Carter, Greenbaum, Gvoždík, Kelley, McLaughlin, Pauwels, Portik, Stanley, Tinsley, Tobias & Blackburn, 2015 : Genetics, morphology, advertisement calls, and historical records distinguish six new polyploid species of African Clawed Frog(Xenopus, Pipidae) from West and Central Africa. PLOS ONE, vol. 10, no 12, e0142823, p. 1–51 (texte intégral).